# Margherita Carosio
Margherita Carosio (Génova, 7 de junio de 1908–Ibidem, 10 de enero de 2005) fue una cantante de ópera italiana. Con voz de soprano, se conservan varias grabaciones llevadas a cabo por Parlophone y Ultraphon antes de la Segunda Guerra Mundial, así como series grabadas por HMV en Londres a partir de 1946. Con sesenta años cumplidos todavía cantaba primeros papeles, y fue considerada como una de las mejores sopranos de bel canto de su época.

## Biografía
Nacida en Génova, Italia, su padre era el profesor de canto y compositor Natale Carosio, el cual no solo supervisó sus estudios, sino que también lanzó la carrera de la artista cuando ella tenía únicamente 14 años.
En 1924, a los 16 años, debutó en la opera con Lucía de Lammermoor en el Teatro Cavour de Novi Ligure. Poco después fue recomendada por la soprano Margherita Sheridan para actuar en el Royal Opera House, interpretando a Feodor en la pieza de Modest Músorgski Borís Godunov, cantando con Feodor Chaliapin. Ella, al igual que el resto de la compañía, cantaba en italiano, Chaliapin cantaba en ruso, y el coro utilizaba el francés. 
En 1928 y con 19 años, en el Covent Garden Carosio cantó el papel de Musetta en La bohème. Volvió a ser Feodor, de nuevo con Chaliapin, y no volvió a Londres hasta el fin de la guerra. De nuevo en esa ciudad en 1946, fue primera artista de la compañía del Teatro de San Carlos de Nápoles, cantando una peculiarmente afectada Violetta en La traviata. Previamente había sido admirada por las tropas que la habían visto en ese papel en Nápoles. Más adelante actuó con una compañía italiana improvisada en uno de sus papeles más fuertes, en el de Adina en la ópera de Donizetti El elixir de amor, que también había cantado en el Teatro de La Scala y grabado para EMI.
En poco tiempo Carosio cantaba por toda Italia, destacando sus interpretaciones de Amina en La sonámbula (de Vincenzo Bellini), Norina en Don Pasquale (de Gaetano Donizetti), y Konstanze en El rapto en el serrallo (de Wolfgang Amadeus Mozart). Su papel de debut en el Teatro de La Scala en 1929 fue Oscar, en la ópera de Giuseppe Verdi Un baile de máscaras. Tras él fue Philine en la pieza de Ambroise Thomas Mignon. Carosio cantó muchos papeles en La Scala, todos ellos con gran éxito. Quizás su mejor personaje fue Rosina en El barbero de Sevilla. Sin embargo, también probó con un repertorio más innovador, siendo Zerlina en Fra Diavolo (de Daniel Auber), la Reina de Shemakhan en El gallo de oro (de Nikolái Rimski-Kórsakov), Volkhova en Sadkó, y el personaje del título en El ruiseñor (de Igor Stravinsky). Además fue Aminta en las primeras representaciones italianas de la obra de Richard Strauss La mujer silenciosa, y Egloge en el estreno mundial en 1935 de la ópera de Pietro Mascagni Nerone (en la cual robó todas las críticas), ambas piezas llevadas a escena en La Scala, teatro en el que siguió actuando hasta 1955.
Carosio es sobre todo recordada por ser la cantante, cuya indisposición en enero de 1949 hizo que Maria Callas aprendiera y cantara en cinco días el papel de Elvira en la obra de Bellini Los puritanos de Escocia, mientras interpretaba a Brunilda en la ópera de Richard Wagner La valquiria, puesta en escena en La Fenice de Venecia. 
Más adelante interpretó papeles más líricos, como los de Mimi y Violetta, siendo su pureza de tonos y su habilidad muy apropiados para los mismos. A finales de 1954 actuó en La Scala en el estreno en ese teatro de la pieza de Gian Carlo Menotti Amelia va al baile, la cual también grabó. 
A partir de los años 1930 también inició una breve carrera cinematográfica, rodando filmes musicales o en los cuales la música era protagonista. Entre ellos figuran Regina della Scala (1936, de Camillo Mastrocinque), Angeli sulla terra (1942, interpretando a la soprano Adelina Patti) y L'elisir d'amore (1947, de Mario Costa). Además, trabajó en la banda musical del film dramático de Giorgio Walter Chili Ripudiata (1954). Carosio recibió también una oferta de MGM para actuar en Hollywood, la cual no aceptó debido a sus múltiples compromisos. 
Margherita Carosio se retiró de la ópera en 1959, y en los siguientes 40 años hizo una segunda carrera como periodista y crítica musical en su ciudad natal, donde ella falleció en 2005, a los 96 años de edad.